# Samaris spinea
Samaris spinea är en fiskart som beskrevs av Mihara och Amaoka 2004. Samaris spinea ingår i släktet Samaris och familjen Samaridae. Inga underarter finns listade i Catalogue of Life.